# Ivanić-Grad
Ivanić-Grad este un oraș în cantonul Zagreb, Croația, având o populație de 14.548 de locuitori (2011).

## Demografie
Componența etnică a orașului Ivanić-Grad
     Croați (96,82%)
     Necunoscut (0,23%)
     Neclasificat (2,63%)
Componența confesională a orașului Ivanić-Grad
     Catolici (91,06%)
     Fără religie și atei (3,68%)
     Necunoscută (2,3%)
     Alte religii (2,96%)
Conform recensământului din 2011, orașul Ivanić-Grad avea 14.548 de locuitori. Din punct de vedere etnic, majoritatea locuitorilor (96,82%) erau croați. Apartenența etnică nu este cunoscută în cazul a 0,23% din locuitori. Din punct de vedere confesional, majoritatea locuitorilor (91,06%) erau catolici, cu o minoritate de persoane fără religie și atei (3,68%). Pentru 2,3% din locuitori nu este cunoscută apartenența confesională.